# Albert Guinchard
Albert Guinchard, surnommé Dody, né le 10 novembre 1914 à Genève où il est mort le 14 mai 1971,, fut un joueur de football international suisse, qui jouait en tant que milieu de terrain.

## Biographie
On sait peu de choses sur la carrière de Guinchard sauf qu'il évoluait au Servette FC lorsqu'il participa avec la Nati à la coupe du monde 1934 en Italie et à la coupe du monde 1938 en France.